# Бородатка Шеклтона
Борода́тка Ше́клтона, или артедидра́ко Ше́клтона (лат. Artedidraco shackletoni) — морская антарктическая донная рыба семейства бородатковых (Artedidraconidae) подотряда нототениевидных (Notothenioidei) отряда окунеобразных (Perciformes). Один из шести видов в роде Artedidraco. Впервые описана как новый для науки вид в 1911 году британско-австралийским герпетологом и ихтиологом Эдгаром Рэйвенсвудом Уэйтом (англ. Edgar Ravenswood Waite, 1866—1928) по голотипу, пойманному у мыса Ройдс в проливе Мак-Мердо в море Росса в Восточной Антарктике. Вид назван в честь англо-ирландского полярного исследователя — Сэра Эрнеста Генри Шеклтона (англ. Edward Adrian Wilson, 1874—1922).
A. shackletoni — это типично донная, относительно мелководная мелкая рыба общей длиной не более 15 см. Имеет циркумполярно-антарктическое распространение. Является эндемиком высокоширотной зоны Южного океана, известным с глубин 56—460 м. Согласно схеме зоогеографического районирования по донным рыбам Антарктики, предложенной А. П. Андрияшевым и А. В. Нееловым, ареал вида находится в границах восточноантарктической, или континентальной провинции гляциальной подобласти Антарктической области.
Как и у других антарктических бородаток у A. shackletoni имеется подбородочный усик, уникальная видоспецифичность строения которого является одной из важнейших характеристик в систематике семейства в целом, а также отсутствует чешуя на теле (кроме боковых линий). У этого вида, как и у всех видов рода Artedidraco, первый спинной плавник расположен над основанием грудного плавника, а голова относительно небольшая, неширокая, с узким межглазничным пространством и без шипов на жаберной крышке.
Бородатка Шеклтона может встречаться в уловах донных тралов в прибрежных водах Антарктиды на относительно небольших шельфовых глубинах, а также в желудках хищных рыб.

## Характеристика бородатки Шеклтона
В первом спинном плавнике 3—7 мягких колючих лучей; во втором спинном плавнике 27—30 лучей; в анальном плавнике 18—21 луч; в грудном плавнике 15—18 лучей. В дорсальной (верхней) боковой линии 11—19 трубчатых костных члеников (чешуй) и 2—9 округлых члеников, в медиальной (срединной) боковой линии 9—22 костных члеников. В нижней части первой жаберной дуги тычинки расположены в 2 ряда: в верхней части дуги общее число тычинок составляет 0—4, в нижней части дуги — 11—15 тычинок. Общее число позвонков 38—41.
Тело удлинённое, сжатое с боков, низкое, его высота составляет около 14—25 % стандартной длины тела. Голова умеренной величины, относительно узкая, её высота немного больше ширины головы, её длина содержится 2,6—3,0 раза, или 33—39 % в стандартной длине. Посттемпоральные костные гребни на верху головы не выражены. Вершина нижней челюсти не выдаётся вперёд. Рыло короче, чем горизонтальный диаметр орбиты. Глаз довольно большой — около 24—31 % длины головы. Межглазничное пространство очень узкое — около 6—10 % длины головы. Первый спинной плавник расположен над основанием грудного плавника. Оба спинных плавника невысокие. Две боковых линии — верхняя (дорсальная) и нижняя (медиальная), представленные трубчатыми или прободёнными костными чешуями: в дорсальной боковой линии передний участок с трубчатыми чешуями длинный, содержит более 6 чешуй и доходит назад далее уровня 3-го луча второго спинного плавника.
Подбородочный усик умеренной длины, тонкий, гладкий, суживающийся к кончику, без терминального расширения; его длина содержится 2,6—4,9 раза, или 20—39 % в длине головы.
Общий фон окраски светло-коричневый, с редко рассредоточенными тёмными пятнышками на щеках, губах и боках тела. Подбородочный усик светлый. Спинные плавники с тёмными пятнышками на нескольких передних лучах, формирующих поперечные полоски. Анальный плавник тёмный у основания и светлый вдоль внешнего края; последние несколько лучей с тёмными поперечными полосками. Грудные плавники с тёмными узкими поперечными полосами. Грудные плавники светлые, с несколькими тёмными пятнами. Хвостовой плавник светлый, с несколькими узкими тёмными вертикальными полосами.

## Распространение и батиметрическое распределение
Ареал вида охватывает шельфовые воды окраинных морей Восточной Антарктиды — море Уэдделла, море Рисер-Ларсена, море Содружества, море Дейвиса и море Росса. Встречается от прибрежной мелководной зоны до углублённой части шельфа на глубинах от 56 до 460 м.

## Размеры
Мелкий вид: достигает 146 мм общей длины.

## Образ жизни
Типично донный сублиторальный вид и типичный бентофаг. В питании главным образом присутствуют полихеты и в меньшей степени изоподы.